# Ferrari 365 GT4 2+2
La Ferrari 365 GT4 2+2 è un'autovettura sportiva prodotta dalla casa automobilistica italiana Ferrari dal 1972 al 1976.

## Il contesto generale
È stata presentata al Salone dell'automobile di Parigi del 1972, e fu commercializzata fino al 1976, quando fu rimpiazzata dalla serie 400. Ne furono prodotti 521 esemplari, oltre a tre prototipi.
Disegnata da Pininfarina, fu lanciata per raggiungere l'obbiettivo di avere una coupé 2+2 scattante, confortevole e raffinata. La sua linea fu una pietra miliare per il design delle Ferrari, e fu ripresa successivamente dalle serie 400 e 412. Lo spazio per i passeggeri posteriori era comunque più che sufficiente per rendere confortevole l'abitabilità.

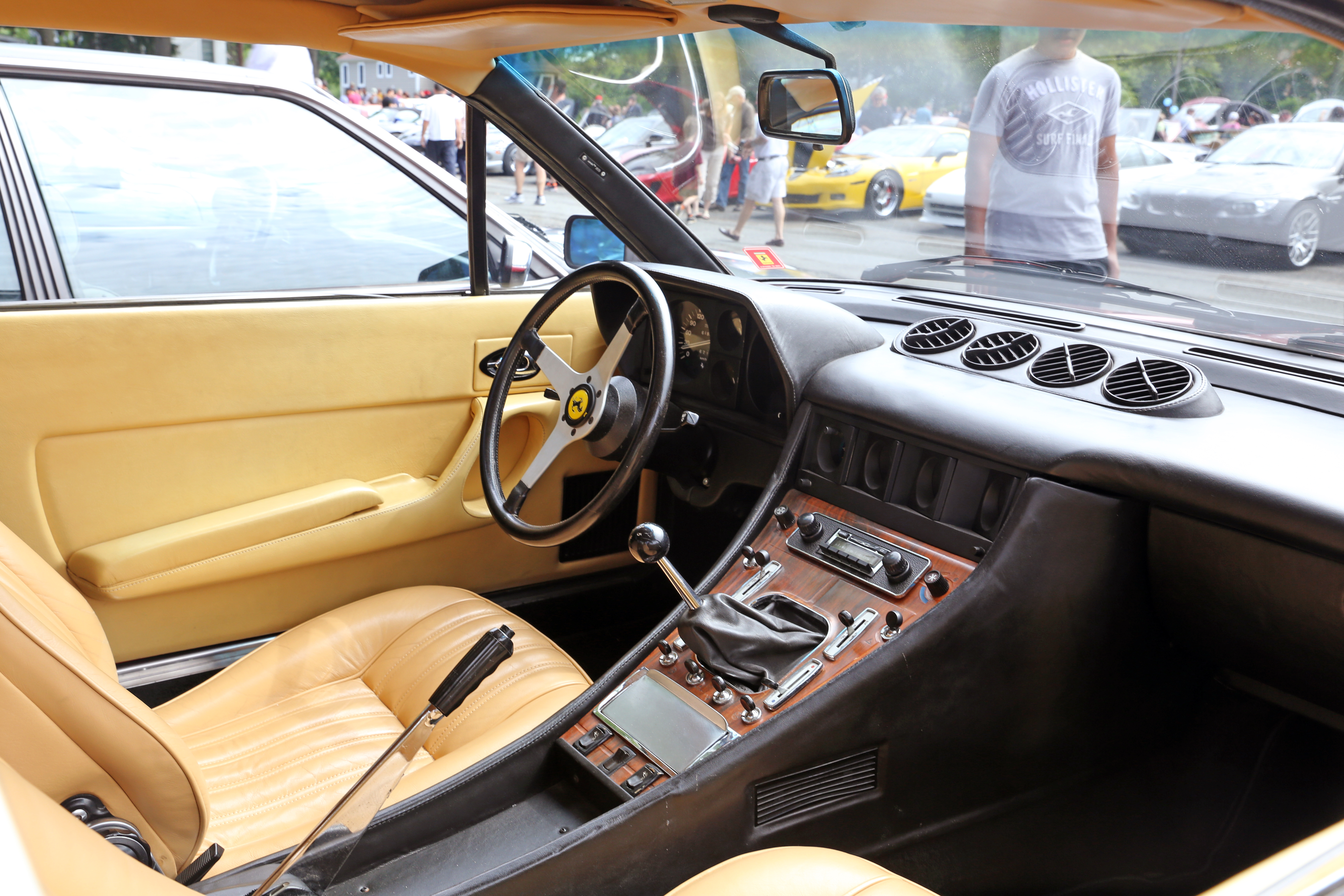
Abitacolo di una Ferrari 365 GT4 2+2

Molti erano i segni distintivi della 365 GT4 2+2: dalla forma delle maniglie, alle ruote con i cerchioni con le cinque razze a forma di stella, dagli interni lussuosi alle finiture di pelle e camoscio. Come optional erano disponibili ruote a raggi Borrani, ma furono montate solo su qualche esemplare. Altri optional erano gli alzacristalli elettrici e l'aria condizionata.
Il contributo del celebre carrozziere non si fermava solamente alla progettazione; assemblava anche il corpo vettura, dotato anche degli interni, nelle sue officine di Torino. Tutto poi era inviato agli stabilimenti Ferrari di Maranello per l'ultimazione della vettura con il montaggio delle parti meccaniche.
Molti elementi ricordavano la 365 GTC4, come il quadro comandi, i fari anteriori retrattili, quelli posteriori circolari, le ruote a cinque raggi e il dispositivo esterno per l'apertura delle portiere. A parte questo, la linea concepita da Pininfarina era totalmente nuova. Non fu però commercializzata una versione per gli Stati Uniti d'America, dato che le sempre più severe leggi d'oltreoceano avrebbero portato ad un troppo costoso adeguamento.
Il telaio derivava da quello della 365 GTC4, ed era lungo 2700 mm. Era possibile acquistare il modello sia con guida a destra che con il volante a sinistra, ed il servosterzo era di serie.

## Caratteristiche tecniche
Anche il motore era praticamente identico a quello installato sulla 365 GTC4; era infatti un V12 a 60° anteriore e longitudinale, e possedeva una cilindrata di 4390,35 cm³. L'alesaggio e la corsa erano rispettivamente 81 mm e 71 mm, mentre il rapporto di compressione era di 8,8:1. L'impianto di scarico era formato da quattro tubi di scappamento. Questo propulsore erogava una potenza di 340 CV a 6200 giri al minuto.
La distribuzione era a doppio albero a camme in testa per bancata (da cui il 4 nella sigla), ed erano presenti due valvole per cilindro. Una differenza con il propulsore della 365 GTC4 risiedeva nell'impianto d'accensione, che era formato da una doppia bobina, due spinterogeni e dal distributore d'accensione montato nella parte posteriore del motore, invece di quella singola della 365 GTC/4. La lubrificazione era a carter umido, mentre l'alimentazione era assicurata da sei carburatori laterali a doppio corpo di marca Weber e modello 38 DCOE59/60. La frizione era monodisco.
La trasmissione s'ispirava a quella installata sulla 365 GTC4, con un albero più lungo per la maggior lunghezza del passo. Il cambio era a cinque rapporti più la retromarcia.
Il telaio era tubolare in acciaio, mentre le sospensioni erano indipendenti, con quadrilateri trasversali, molle elicoidali coassiali con gli ammortizzatori telescopici e barra stabilizzatrice. Quelle posteriori avevano anche dei dispositivi oleopneumatici autolivellanti. I freni erano a disco, mentre lo sterzo era a circolazione di sfere con servosterzo. La carrozzeria era coupé 2+2 posti.
La 365 GT4 2+2 raggiungeva una velocità massima di 245 km/h.

## Evoluzione
Impiegando come base la  365 GT4 2+2, nel 2005 il designer svizzero Franco Sbarro realizzò la Mille Miglia, una roadster sportiva che si ispirava nel design alla classiche vetture sportive degli anni '50. Un anno dopo ne venne prodotto un secondo esemplare dotato di interni più rifiniti ed accessoriati rispetto al primo modello.